# Johann Friedrich Böhler
Johann Friedrich Böhler (* 21. November 1713 in Arnstadt; † 16. Mai 1784 ebenda) war Zeichner, Holzschnitzer und Bildhauer des Barock. 
Zunächst erlernte Böhler den Beruf des Zimmermanns. Im Jahre 1730 ging Böhler zwei Jahre auf Wanderschaft. Danach wurde er Mitglied der Leibkompanie des Fürsten Günther I. von Schwarzburg-Sondershausen in Arnstadt. Das Fürstenpaar erwarb Schnitzarbeiten von Böhler, die sich ebenso wie die Terrakotten im Schlossmuseum Arnstadt befinden. Das Museum besitzt 41 Holzschnitzereien und zehn Terrakotten.
Bei dem Schwarzburg-Sondershäuser Hofbildhauer Heinrich Christoph Meil nahm er in Arnstadt Zeichenunterricht und übte sich im Schnitzen. Böhler erhielt 1737/38 Zeichenunterricht bei Johann Alexander Thiele, ehe dieser nach Dresden an den Hof Augusts III. ging. Böhler erhielt 1742 den Titel des Hofbildhauers. Er starb am 16. Mai 1784 in Arnstadt.